# Duliophyle
Duliophyle is een geslacht van vlinders van de familie spanners (Geometridae), uit de onderfamilie Ennominae.

## Soorten
- D. agitata Butler, 1878
- D. incongrua Sterneck, 1928
- D. majuscularia Leech, 1897
- D. obsoleta Yang, 1978